# Función inyectiva
En matemáticas, una función:
{\displaystyle {\begin{aligned}f:X&\longrightarrow Y\\x&\longmapsto f(x)\end{aligned}}}

Ejemplo de función inyectiva no suprayectiva.

es inyectiva o uno a uno si a elementos distintos del conjunto {\displaystyle X} (dominio) les corresponden elementos distintos en el conjunto {\displaystyle Y} (codominio) de {\displaystyle f}, es decir, cada elemento del conjunto {\displaystyle Y} tiene a lo sumo una preimagen en {\displaystyle X}, o, lo que es lo mismo, en el conjunto {\displaystyle X} no puede haber dos o más elementos que tengan la misma imagen.
Por ejemplo, la función
{\displaystyle {\begin{aligned}f:\mathbb {R} &\to \mathbb {R} \\x&\mapsto x^{2}\end{aligned}}}
no es inyectiva pues el valor 4 puede obtenerse como {\displaystyle f(2)} y {\displaystyle f(-2)} pero si el dominio se restringe a los números reales positivos (obteniendo así una nueva función {\displaystyle g:\mathbb {R} ^{+}\to \mathbb {R} ^{+}}) entonces sí se obtiene una función inyectiva.

## Definición
Sea {\displaystyle f} una función cuyo dominio es el conjunto {\displaystyle X}, se dice que la función {\displaystyle f} es inyectiva si para todo {\displaystyle a} y {\displaystyle b} en {\displaystyle X}, si {\displaystyle f(a)=f(b)} entonces {\displaystyle a=b}, esto es {\displaystyle f(a)=f(b)} implica {\displaystyle a=b}. Equivalentemente, si {\displaystyle a\neq b} entonces {\displaystyle f(a)\neq f(b)}.
Simbólicamente,
{\displaystyle \forall \,a,b\in X,\ \ f(a)=f(b)\Longrightarrow a=b}
que es equivalente a su contrarrecíproco
{\displaystyle \forall \,a,b\in X,\ \ a\neq b\Longrightarrow f(a)\neq f(b)}
Para probar que una función no es inyectiva, basta con hallar dos valores distintos del dominio, cuyas imágenes en el codominio son iguales.

## Ejemplos
- Para cualquier conjunto {\displaystyle X} y subconjunto {\displaystyle S\subseteq X}, el mapa de inclusión {\displaystyle S\to X} (el cual envía cualquier elemento {\displaystyle s\in S} a sí mismo) es inyectiva. En particular, la función identidad {\displaystyle X\to X} es siempre inyectiva (y de hecho biyectiva).
- La función {\displaystyle h:\mathbb {R} \to \mathbb {R} } definida por {\displaystyle h(x)=x^{3}} es inyectiva.
- La función {\displaystyle f:\mathbb {R} \to \mathbb {R} } definida por {\displaystyle f(x)=2x+1} es inyectiva.
- La función {\displaystyle g:\mathbb {R} \to \mathbb {R} } definida por {\displaystyle g(x)=x^{2}} no es inyectiva porque (por ejemplo) {\displaystyle g(1)=1=g(-1)}. Sin embargo, si {\displaystyle g} se redefine de manera tal que su dominio es el conjunto de los números reales no negativos {\displaystyle [0,+\infty )} entonces {\displaystyle g} es inyectiva.
- La función exponencial {\displaystyle \exp :\mathbb {R} \to \mathbb {R} } definida por {\displaystyle \exp(x)=e^{x}} es inyectiva (pero no sobreyectiva, porque no genera números negativos, los cuales no tienen relación con ningún valor de x).
- La función logaritmo natural {\displaystyle \ln :(0,+\infty )\to \mathbb {R} } definida por {\displaystyle x\mapsto \ln x} es inyectiva.
- La función {\displaystyle g:\mathbb {R} \to \mathbb {R} } definida por {\displaystyle g(x)=x^{n}-x} no es inyectiva, ya que {\displaystyle g(0)=g(1)=0}.

Si {\displaystyle X} y {\displaystyle Y} son subconjuntos de {\displaystyle \mathbb {R} }, geométricamente, una función {\displaystyle f:X\to Y} es inyectiva si su gráfica nunca es intersectada por una recta horizontal más de una vez. Este principio es conocido como la prueba de la línea horizontal.

## Cardinalidad e inyectividad
Dados dos conjuntos {\displaystyle A} y {\displaystyle B}, entre los cuales existe una función inyectiva {\displaystyle f:A\to B} tienen cardinales que cumplen:

{\displaystyle {\mbox{card}}(A)\leq {\mbox{card}}(B)}

Si además existe otra aplicación inyectiva {\displaystyle g:B\to A}, entonces puede probarse que existe una aplicación biyectiva entre A y B.

## Inyectividad en el espacio euclideo
Dada una función {\displaystyle \mathbf {f} :\Omega \subset \mathbb {R} ^{n}\to \mathbb {R} ^{n}} diferenciable con continuidad sobre un dominio del espacio euclídeo n-dimensional, pueden establecerse condiciones necesarias y suficientes para decidir cuándo esta función es inyectiva. El teorema de la función inversa da una condición no suficiente para que una función diferenciable sea localmente inyectiva:

{\displaystyle \det D\mathbf {f} \neq 0}

donde:
{\displaystyle D\mathbf {f} } es la matriz jacobiana de la función.
{\displaystyle \det(\cdot )} es la función determinante.
Esta condición no es condición suficiente para garantizar la inyectividad de la función (de hecho tampoco es condición necesaria). Para encontrar condiciones suficientes se define el vector desplazamiento asociado a la función como el siguiente campo vectorial:

{\displaystyle \mathbf {u} (\mathbf {x} )=\mathbf {f} (\mathbf {x} )-\mathbf {x} \in \mathbb {R} ^{n}}

Esta función se interpreta como la diferencia entre la posición inicial de un punto y la posición final de su imagen. Puede demostrarse que existe una constante {\displaystyle \scriptstyle c(\Omega )} si se cumple:

{\displaystyle \max _{\mathbf {x} \in {\bar {\Omega }}}\|D\mathbf {u} (\mathbf {x} )\|=\sup _{\mathbf {x} \in \Omega }\|D\mathbf {u} (\mathbf {x} )\|<c(\Omega )\leq 1}

Donde:
{\displaystyle {\bar {\Omega }}}, es la clausura topológica del dominio {\displaystyle \Omega }.
Entonces la función es [globalmente] inyectiva, puede demostrarse que {\displaystyle \scriptstyle c(\Omega )=1} si el dominio {\displaystyle \scriptstyle \Omega } es convexo, mientras que un dominio no convexo requiere {\displaystyle c(\Omega )<1}.